# Avanti Martinetti
Avanti Martinetti (Lausana, Suïssa, 3 de desembre de 1904 - París, 15 d'octubre de 1970) va ser un ciclista italià, que fou professional entre 1927 i 1938. Anteriorment, com a ciclista amateur s'havia proclamat campió del món en velocitat. Va participar en tretze curses de sis dies.

## Palmarès en pista
- 1926
  -  Campió del món amateur en velocitat
- 1928
  - 1r al Gran Premi de l'UCI
- 1931
  -  Campió d'Itàlia en Velocitat
- 1932
  -  Campió d'Itàlia en Velocitat
- 1933
  -  Campió d'Itàlia en Velocitat
- 1936
  -  Campió d'Itàlia en Velocitat
- 1937
  -  Campió d'Itàlia en Velocitat